# 景观
景觀（英語：Landscape；德語：Landschaft）一詞主要有兩種意義。一方面，它描述了一個地區作為一個美學整體的受文化影響的主觀感知（哲學-文化之景觀概念）；另一方面，它被用來描述一個在可被確認的科學特徵方面獨特的地區，尤其是在地理學領域。
一般來說，對於什麼是景觀沒有統一的定義，這就是為什麼景觀的概念也可以被描述為「組合的」，因為它具有日常的、美學的、地域的、社會的、政治的、經濟的、地理的、規劃的、民族學的和哲學的指涉。